# 土岐ジャンクション

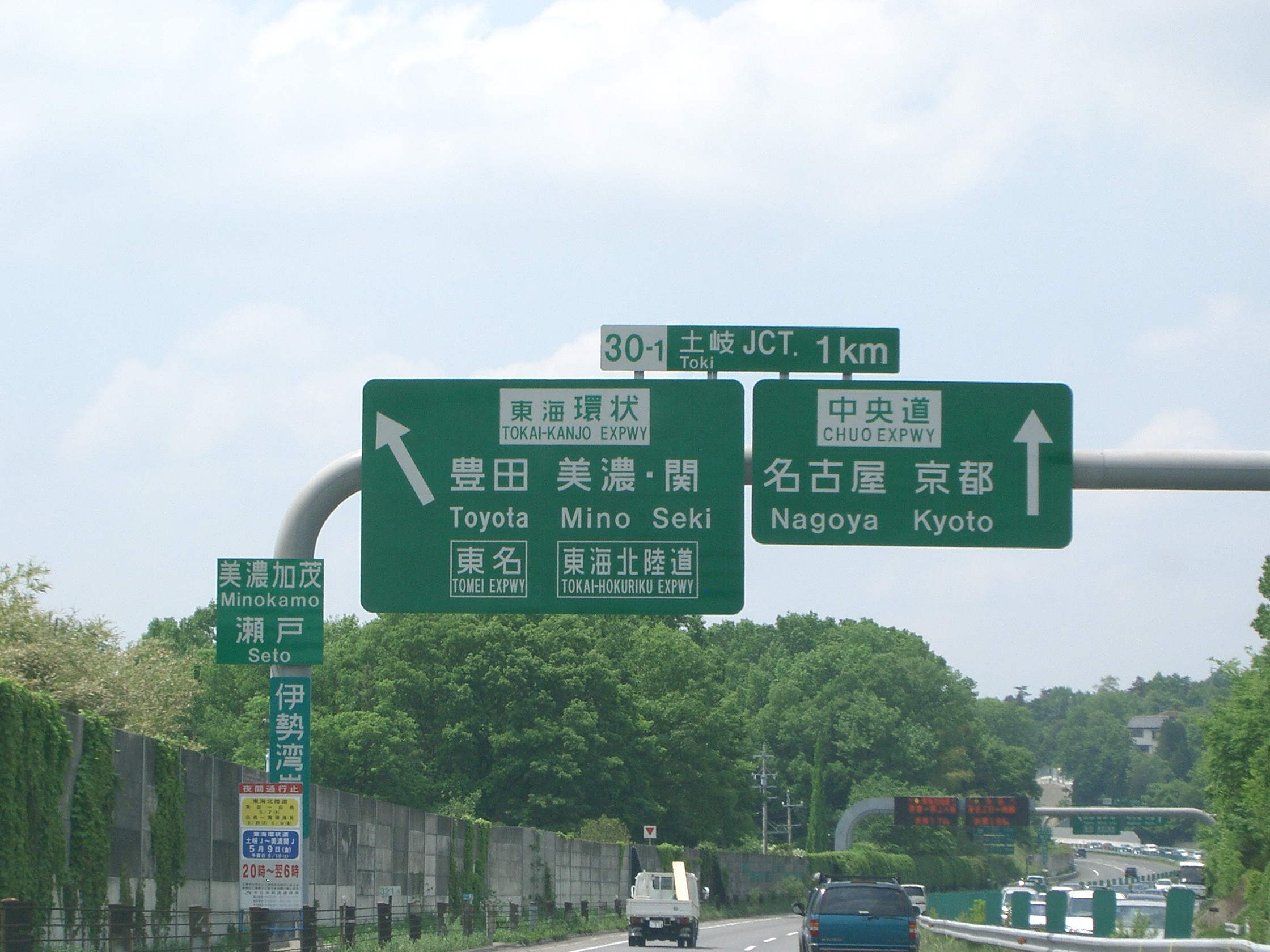
中央道下り線土岐JCT

土岐ジャンクション （ときジャンクション）は、岐阜県土岐市泉町久尻にある中央自動車道・東海環状自動車道のジャンクションである。

## 概要

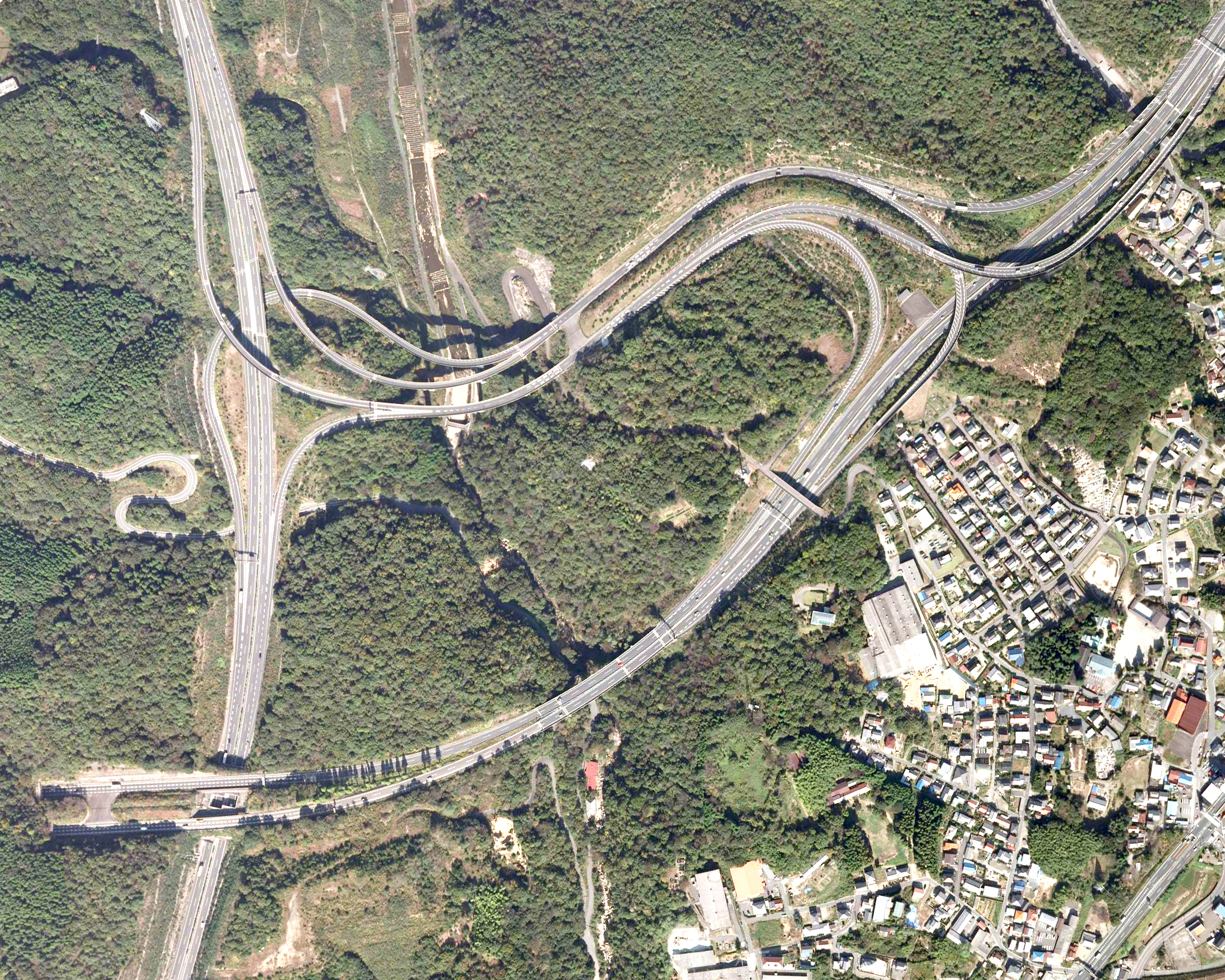
土岐ジャンクション周辺の空中写真。
。
（2011年10月27日撮影の3枚を合成作成。）

当JCTから豊田JCT方面は片側2車線、美濃関JCT方面は暫定2車線となる。暫定2車線区間のうち、当JCT - 可児御嵩IC間は2020年度（令和2年度）に4車線化事業に着手している。
中央道下り→東海環状、東海環状→中央道上りへの分岐レーン・合流レーンは長く、ランプの2車線化もできるようになっている。
当JCTから中央自動車道名古屋方面の小牧JCTまでの区間および東海環状自動車道の全線では、利用距離あたりの高速料金が大都市近郊区間の料金水準となる。

## 歴史
- 2005年（平成17年）3月19日 - 東海環状自動車道の豊田東JCT[7] - 美濃関JCT[8]間の開通に伴い[1][2][3]、供用開始[1]。

## 接続する路線
- E19 中央自動車道（30-1番）[1][2][9]
- C3 東海環状自動車道（30-1番）[1][2][4][5]

## 隣
E19 中央自動車道
(30) 土岐IC/BS - (30-1) 土岐JCT - 虎渓山PA（上り線のみ） - (31) 多治見IC/BS
C3 東海環状自動車道
(7) 土岐南多治見IC - (30-1) 土岐JCT - (7-1) 五斗蒔PA/SIC - (8) 可児御嵩IC